# Clayton (Washington)
Clayton az Amerikai Egyesült Államok északnyugati részén, Washington állam Stevens megyéjében elhelyezkedő statisztikai település. A 2010. évi népszámlálási adatok alapján 443 lakosa van.
Az 1889-ben alapított település nevét a közeli agyaglelőhelyről kapta; erre épülve 1893-ban megalakult a Washington Brick Company. 1908-ban a helység leégett; később a Washington Brick Company helyét a Washington Brick, Lime, and Sewer Pipe Company vette át, amely Észak-Olaszországból betelepült művészeket foglalkoztatott.

## Éghajlat
| Hónap                         | Jan.  | Feb.  | Már.  | Ápr.  | Máj. | Jún. | Júl. | Aug. | Szep. | Okt.  | Nov.  | Dec.  | Év    |
| ----------------------------- | ----- | ----- | ----- | ----- | ---- | ---- | ---- | ---- | ----- | ----- | ----- | ----- | ----- |
| Rekord max. hőmérséklet (°C)  | 13,9  | 17,8  | 21,7  | 31,1  | 36,7 | 36,7 | 40,0 | 40,6 | 40,0  | 30,0  | 18,3  | 11,7  | 40,6  |
| Átlagos max. hőmérséklet (°C) | 1,7   | 5,0   | 11,1  | 15,6  | 20,6 | 24,4 | 30,0 | 29,4 | 24,4  | 16,1  | 6,1   | 0,6   | 15,5  |
| Átlagos min. hőmérséklet (°C) | −7,8  | −6,7  | −3,3  | −0,6  | 3,3  | 6,7  | 8,9  | 8,9  | 5,0   | −0,6  | −4,4  | −7,8  | 0,2   |
| Rekord min. hőmérséklet (°C)  | −30,0 | −33,9 | −16,7 | −11,1 | −7,8 | −5,0 | −3,9 | −4,4 | −7,2  | −13,9 | −18,0 | −33,9 | −33,9 |
| Átl. csapadékmennyiség (mm)   | 48    | 47    | 46    | 38    | 47   | 38   | 24   | 18   | 21    | 31    | 68    | 74    | 500   |
| Forrás: The Weather Channel   |       |       |       |       |      |      |      |      |       |       |       |       |       |

## Népesség
A 2010-es népszámláláskor  443 lakója, 146 háztartása és 108 családja volt. A népsűrűség 132,6 fő/km2. A lakóegységek száma 157, sűrűségük 47 db/km2. A lakosok 93%-a fehér, 0,2%-a afroamerikai, 1,8%-a indián, 0,2%-a ázsiai, 0,7%-a a Csendes-óceáni szigetekről származik, 0,2%-a egyéb, 3,8%-a pedig kettő vagy több etnikumú. A spanyol vagy latino származásúak aránya 2,3% (1,8% mexikói,   0,5% egyéb spanyol vagy latino származású.)
A háztartások 43,2%-ában élt 18 évnél fiatalabb. 54,1% házas, 11% egyedülálló nő, 7,5% egyedülálló férfi, 27,4% pedig nem család. 21,2% egyedül élt; 9,6%-uk 65 éves vagy idősebb. Egy háztartásban átlagosan 3,03 személy élt; a családok átlagmérete 3,54 fő.
A medián életkor 28 év volt. Lakóinak 35,7%-a 18 évesnél fiatalabb, 5,9% 18 és 24 év közötti, 26,3%-uk 25 és 44 év közötti, 18%-uk 45 és 64 év közötti, 11,1%-uk pedig 65 éves vagy idősebb. A lakosok 51,2%-a férfi, 48,8%-a pedig nő.

## Híres személyek
- Leno Prestini – festő és szobrász[7]
- Robert Carson – forgatókönyvíró[8]

## Fordítás
Ez a szócikk részben vagy egészben  a   Clayton, Washington című angol Wikipédia-szócikk ezen változatának fordításán alapul.  Az eredeti cikk szerkesztőit annak laptörténete sorolja fel. Ez a jelzés csupán a megfogalmazás eredetét és a szerzői jogokat jelzi, nem szolgál a cikkben szereplő információk forrásmegjelöléseként.